# Eudy Simelane
Eudy Simelane (11 tháng 3 năm 1977 - 28 tháng 4 năm 2008) là một cầu thủ bóng đá người Nam Phi chơi cho đội bóng đá nữ quốc gia Nam Phi và là một nhà hoạt động vì quyền LGBT. Cô bị hãm hiếp và giết hại tại quê nhà KwaThema, Springs, Gauteng.

## Bóng đá
Simelane chơi ở vị trí tiền vệ cho Springs Home Sweepers F.C. và đội bóng đá nữ quốc gia Nam Phi. Cô cũng huấn luyện bốn đội và đang học làm trọng tài.

## Tử vong
Một phần cơ thể được mặc quần áo của Simelane được tìm thấy trong một con lạch ở KwaThema. Cô đã bị bắt cóc, bị hãm hiếp, đánh đập và đâm 25 nhát vào mặt, ngực và chân. Cô là một trong những người phụ nữ đầu tiên sống cởi mở như một người đồng tính nữ ở KwaThema. Một báo cáo của tổ chức phi chính phủ quốc tế ActionAid, được hỗ trợ bởi Ủy ban Nhân quyền Nam Phi, cho rằng vụ giết người của cô là tội ác căm thù đối với cô vì xu hướng tính dục của cô.
Theo tổ chức quyền đồng tính nam địa phương Triangle, hành vi "hiếp dâm trừng trị" đang lan rộng ở Nam Phi, theo đó, đàn ông cưỡng hiếp đồng tính nữ nhằm mục đích "chữa trị" cho họ về xu hướng tính dục của họ.
Phiên tòa xét xử bốn kẻ tấn công bị nghi ngờ bắt đầu vào ngày 11 tháng 2 năm 2009 tại Delmas, Mpumalanga. Một trong bốn kẻ tấn công bị cáo buộc đã phạm tội hiếp dâm và giết người và bị kết án 32 năm tù. Vào tháng 9 năm 2009, một người khác đã bị kết án giết người, hiếp dâm và cướp, và bị kết án chung thân 35 năm, nhưng hai bị cáo còn lại đã được tha bổng.